# Trofeo Colombino
A Trofeo Colombino egy nyári labdarúgótorna, amelyet a Recreativo de Huelva rendez 1965 óta a Nuevo Colombino nevű hazai pályáján, a spanyolországi Huelvában. A tornát annak tiszteletére rendezik, hogy a Recreativo a legrégebbi fennmaradt spanyol labdarúgóklub.

## Bajnokok
| Év   | Bajnok            | Második           | Harmadik          |
| ---- | ----------------- | ----------------- | ----------------- |
| 1965 | Recreativo        | Genoa             | Racing Paris      |
| 1966 | Atlético Madrid   | Recreativo        | Reims             |
| 1967 | Recreativo        | Sevilla           | Vitoria Setubal   |
| 1968 | Real Betis        | Recreativo        | Atlético Mineiro  |
| 1969 | São Paulo         | Real Madrid       | Anderlecht        |
| 1970 | Real Madrid       | Szpartak Moszkva  | Standard de Liège |
| 1971 | Újpesti Dózsa     | CSZKA Moszkva     | Real Madrid       |
| 1972 | Atlético Madrid   | Slovan Bratislava | Fluminense        |
| 1973 | Dinamo Tbiliszi   | Benfica           | Derby County      |
| 1974 | Feyenoord         | Újpesti Dózsa     | Real Betis        |
| 1975 | Sevilla           | Athletic Bilbao   | River Plate       |
| 1976 | Partizan          | Atlético Madrid   | Manchester City   |
| 1977 | Recreativo        | Budapest Honvéd   | Újpesti Dózsa     |
| 1978 | Stal Mielec       | Dinamo București  | Sevilla           |
| 1979 | Recreativo        | Beveren           | Real Betis        |
| 1980 | Vasco da Gama     | Recreativo        | Espanyol          |
| 1981 | Athletic Bilbao   | Barcelona         | Atlético Madrid   |
| 1982 | Nottingham Forest | Recreativo        | Sevilla           |
| 1983 | Real Betis        | América           | América-RJ        |
| 1984 | Real Madrid       | Recreativo        | Real Betis        |
| 1985 | Sevilla           | Atlético Madrid   | Botafogo          |
| 1986 | Recreativo        | Manchester City   | Barcelona         |
| 1987 | Recreativo        | Benfica           | Espanyol          |
| 1988 | Flamengo          | Recreativo        | Cruzeiro          |
| 1989 | Real Madrid       | Szpartak Moszkva  | Real Betis        |
| 1990 | Athletic Bilbao   | Recreativo        | Atlético Madrid   |
| 1991 | Atlético Madrid   | Sevilla           | Recreativo        |
| 1992 | Chile             | Benfica           | Uruguay           |
| 1993 | Atlético Madrid   | Sampdoria         | São Paulo         |
| 1994 | Real Zaragoza     | Real Betis        | Atlético Madrid   |
| 1995 | Real Betis        | Mérida            | Recreativo        |
| 1996 | Sevilla           | Recreativo        | Real Valladolid   |
| 1997 | Grêmio            | Sevilla           | Real Zaragoza     |
| 1998 | Recreativo        | Real Sociedad     | Real Betis        |
| 1999 | Athletic Bilbao   | Málaga            | Recreativo        |
| 2000 | Recreativo        | Real Betis        | Las Palmas        |
| 2001 | Celta de Vigo     | Tenerife          | Recreativo        |
| 2002 | Atlético Madrid   | Recreativo        | Sevilla           |
| 2003 | Recreativo        | Málaga            | Sevilla           |
| 2004 | Recreativo        | Málaga            | Real Sociedad     |
| 2005 | Sevilla           | Recreativo        | Athletic Bilbao   |
| 2006 | Sporting          | Recreativo        | Sevilla           |
| 2007 | Parma             | Recreativo        | Real Zaragoza     |
| 2008 | Recreativo        | Athletic Bilbao   | Málaga            |
| 2009 | Real Betis        | Real Zaragoza     | Recreativo        |
| 2010 | Recreativo        | Sporting Gijón    | Atlético Madrid   |
| 2011 | Atlético Madrid   | Recreativo        |                   |
| 2012 | Getafe            | Recreativo        | Sporting          |
| 2013 | Levante UD        | Pescara           | Recreativo        |
| 2014 | Barcelona         | Recreativo        |                   |
| 2015 | Real Betis        | Recreativo        |                   |
| 2016 | Recreativo        | Córdoba           | Real Betis        |
| 2017 | Recreativo        | Getafe            |                   |
| 2018 | -                 | -                 | -                 |
| 2019 | Osasuna           | Recreativo        |                   |